# Michael Shamberg
ne pas confondre avec le réalisateur né en 1952 : Michael H. Shamberg (en)
Michael Shamberg, né à Chicago en 1945, est un producteur de cinéma et de télévision américain.

## Biographie
Michael Shamberg est diplômé de l'université Washington de Saint-Louis en 1966. Il fait partie des dirigeants de Jersey Films puis, à partir de 2015, de Double Feature Films.

## Filmographie
- 1983 : Les Copains d'abord
- 1986 : Club Paradis
- 1988 : Un poisson nommé Wanda
- 1994 : Génération 90
- 1994 : Pulp Fiction
- 1995 : Get Shorty
- 1996 : Feeling Minnesota
- 1997 : Créatures féroces
- 1997 : Bienvenue à Gattaca
- 1998 : Hors d'atteinte
- 1999 : Man on the Moon
- 2000 : Erin Brockovich, seule contre tous
- 2001 : How High
- 2004 : Polly et moi
- 2005 : Be Cool
- 2005 : La Porte des secrets
- 2006 : World Trade Center
- 2007 : Écrire pour exister
- 2010 : Mesures exceptionnelles
- 2011 : Contagion
- 2012 : Django Unchained
- 2013 : Players
- 2014 : Le Rôle de ma vie
- 2014 : Balade entre les tombes
- 2015 : Free Love
- 2015-2019 : Into the Badlands (série TV, 32 épisodes)
- 2019 : Sang froid